# One Year Later
One Year Later è un film statunitense del 1933 diretto da E. Mason Hopper.

## Trama
Su un treno chiamato Happy Valley, Jim e Molly Collins partono felici in luna di miele. È passato un anno: lo stesso treno ora porta Jim verso la sedia elettrica. A bordo si trova anche Molly che cerca disperatamente di parlare con il marito che però rifiuta di vederla. Tra gli altri passeggeri c'è anche Tony Richards, un giornalista malato di cancro che sta andando in clinica. L'uomo ha seguito tutto il processo di Jim, ma adesso si scusa con Molly per gli articoli sensazionalistici che aveva scritto su di lei. La donna gli racconta come sono andate veramente le cose: tempo prima, il capo di Jim le aveva fatto delle avances che lei però aveva rifiutato. Prima di lasciarla andare, l'uomo le aveva offerto un drink e i due erano stati sorpresi da Jim che aveva minacciato Grant se non lasciava in pace la moglie. Dopo quell'episodio, Grant aveva licenziato Jim. Poiché il marito non era riuscito a trovare nessun altro lavoro, Molly aveva cercato di far cambiare idea a Grant. Ma era intervenuto Jim, che l'aveva seguita: i due uomini erano scesi a vie di fatto e, durante la lotta, Grant era stato colpito accidentalmente. Nel corso del processo, gli articoli scritti da Tony avevano dipinto Molly come una prostituta e Jim era stato condannato per omicidio di primo grado.
Adesso Molly confida al giornalista che teme che il marito morirà credendo a quello che lui ha scritto di lei. Il reporter, quando intervista il condannato, spiega la verità a Jim che finalmente accetta di vedere la moglie. I due si riconciliano e Tony, al quale resta comunque poco da vivere, si offre di salvare l'uomo che sta andando alla morte: mette fuori combattimento la guardia che scorta Tony, scambia i vestiti con lui e lo manda a sedersi al suo posto insieme a Molly. Poi si getta dal treno quando questo sta transitando sopra un ponte. Tutti crederanno che Jim abbia preferito suicidarsi piuttosto che andare sulla sedia elettrica.
Molly e Jim, che si finge Tony, quando arrivano alla fermata dove si trova la clinica, possono ora scendere tranquillamente dal treno e affrontare una nuova vita insieme.

## Produzione
Il film, con il titolo di lavorazione Three Castles - fu prodotto dall'Allied Pictures Corporation. Venne girato nei RKO-Pathé Studios, al 9336 di Washington Blvd., a Culver City.

## Distribuzione
Distribuito dall'Allied Pictures Corporation, il film uscì nelle sale cinematografiche degli Stati Uniti il 25 agosto 1933. Nel 2004, la Teakwood Video lo ha distribuito in VHS e in DVD anche sul mercato dell'home video. Un'altra casa distributrice, la Forgotten Hollywood, lo ha fatto uscire in VHS nel 2005.